# ドホークSC
ドホークSC（英語: Dohuk Sports Club、アラビア語: نادي دهوك、クルド語: یانه‌یا وه‌رزشی یا دهوکێ）はイラク・クルディスタン地域、ドホーク県の都市ドホークを本拠地とするスポーツクラブである。2013年現在、ドホークSCのサッカー部門は国内最上位リーグであるイラク・プレミアリーグに所属している。ドホークSCは1970年にサッカー部門のみを抱えるスポーツクラブとして設立された。サッカー部門以外にバスケットボール部門も保有しており、こちらはイラク・ディヴィジョン1バスケットボールリーグに所属している。

## 歴史
ドホークSC（当時はドホークFC）は1970年12月14日に市内の3つのサッカーチームが参加することで設立された。
1974-75シーズンまで地方のサッカーリーグに所属していたドホークFCはイラク国内のクルド人の権利を守るための闘争を支援するためにクラブの活動を中止することを決断した。1976年、ドホークFCはイラクの3部リーグに再び参加、1978年から1990年まで2部リーグに所属した後の1990-91シーズンは国内の暴動のためリーグに参加しなかった。1992-93シーズンに再び復帰したものの4部リーグからの参加を余儀なくされた。翌シーズンに3部リーグに昇格、1993-94シーズンも2期連続で昇格を決めて1994-95は2部リーグで戦った。このシーズン、ドホークFCは2部リーグで優勝を達成、1995-96シーズンは1部リーグ（プレミアリーグの下部リーグ、実質2部リーグ）へと昇格を果たした。ドホークは1996-97シーズンに1部リーグに残留、1997-98シーズンに優勝を達成しクラブの歴史を通じて初めて国内最上位リーグであるイラク・プレミアリーグへの昇格を果たした。
1998-99シーズン以降、ドホークSCは長年に渡り時折優勝争いに顔を出す中堅クラブとして知られていたが、イラク戦争勃発後、首都のバグダードは戦争や戦争後の治安の悪化による影響を大きく受け、バグダードを本拠地とするクラブが軒並み成績が下降する中で入れ替わるように成績が上昇、国内では優勝を争うクラブとして台頭した。ドホークSCは2009-10シーズンに国内リーグで初優勝を達成した。2011-12シーズンは国内リーグを2位で終え、アジアサッカー連盟（AFC）の国際大会であるAFCカップの出場権を獲得した。初めて参加した2011年のAFCカップでは準々決勝まで進出した。

### オフィシャルスポンサー
- Korek Telecom: 2009/2010
- Newroz Telecom: 2012/2013

### スタジアム
ドホーク・スタジアムはドホークSCがホームスタジアムとして使用している多目的スタジアムである。当初このスタジアムの収容人数は10,000人であったが、改修工事が行われ25,000人を収容可能になり、ドホーク・スタジアムは国内有数の規模のスタジアムとなった。ドホーク・スタジアムは1992年に建設された。

### ライバル
ドホークSCのファンはザホFCとアルビールSCを彼らのライバルとみなしている。ザホFCはクラブ創設初期からのライバルであるが、ザホFCは2部リーグに降格したこともあったため今ではそれほどライバル意識は高くない。しかし、ザホFCが1部リーグに戻ってきたことで再びライバル意識が生まれるようになっている。アルビールSCとドホークSCは同じクルディスタン地域に本拠地を置くクラブであり、イラク・プレミアリーグでも優勝をかけて争っているため非常にライバル意識が高い。近年ではスタジアム内で暴動などの騒ぎが起きることは減っているものの、ライバル意識の高さは続いている。

### ロゴと愛称
ドホークSCのロゴは鷹がサッカーボールを掴んでいるデザインの下にオリンピックシンボルがあしらわれたものであり、ロゴ上部にはクルド語でیانه‌یا دهوک یا وه‌رزشی（ドホーク・スポーツクラブ）と記されている。ドホークSCの愛称は山の鷹（صقور الجبال）である。

### キット
ドホークSCのホームユニフォームは黄色と青である。伝統的に、黄色は必ずホームユニフォームの色に取り入れられており、アウェーのユニフォームには青と白が取り入れられている。ドホークSCは黄色と青をクラブカラーとしている。

### クラブカラー
| 黄 | 青 |

### 過去のユニフォーム
| Black jersey, Black shorts, s |
| 1970年代前半のユニフォーム    |

| White jersey, black shorts, navy socks |
| 1979年のユニフォーム                   |

| White sleeved blue jersey, white shorts, white socks |
| 1980年のユニフォーム                                 |

|                      |
| 1991年のユニフォーム |

|                        |
| 2000年代のユニフォーム |

| Yellow shirt, blue shorts, yellow socks |
| AFCカップホーム用ユニフォーム           |

| Navy sleeved green jersey, navy shorts, navy and green hooped socks |
| 2009/2010シーズンのユニフォーム                                     |

## 歴代監督
| - Namat Mahmoud - Hamid Mahmoud - Hussain Hassan - Ameer Abdul-Aziz - Rasan Bunian - Nadhim Shaker (1996–97), (2004–05) - Hadi Mutansh | - Mohammed Tabra - Natiq Hashim - Faisal Aziz - Basim Qasim (2009–10) - Shaker Mahmoud - Kadhim Mutashar - Akram Ahmad Salman |  |

## 歴代所属選手
| シーズン | 順位      | 試 | 勝 | 分 | 敗 | 得 | 失 | 点 | ACL | AFCC     | FA CUP | 註             |
| -------- | --------- | -- | -- | -- | -- | -- | -- | -- | --- | -------- | ------ | -------------- |
| 2000-01  | 5         | 16 | 9  | 3  | 4  | 24 | 14 | 55 |     |          |        |                |
| 2001-02  | 7         | 38 | 19 | 13 | 6  | 61 | 38 | 70 |     |          |        |                |
| 2002-03  |           |    |    |    |    |    |    |    |     |          |        | 戦争のため中止 |
| 2003-04  |           |    |    |    |    |    |    |    |     |          |        | 戦争のため中止 |
| 2004-05  | 2回戦敗退 | 19 | 9  | 6  | 5  | 25 | 16 |    |     |          |        |                |
| 2005-06  | 2回戦敗退 | 19 | 6  | 6  | 4  | 13 | 10 |    |     |          |        |                |
| 2006-07  | 2回戦敗退 | 17 | 6  | 6  | 5  | 18 | 21 |    |     |          |        |                |
| 2007-08  | 準決勝    | 22 | 14 | 6  | 2  | 22 | 9  |    |     |          |        |                |
| 2008-09  | 3位       | 27 | 19 | 7  | 1  | 48 | 11 |    |     |          |        |                |
| 2009-10  | 1         | 41 | 25 | 8  | 8  | 72 | 28 |    |     |          |        |                |
| 2010-11  | 6         | 26 | 12 | 4  | 10 | 36 | 28 |    |     | 準々決勝 |        |                |
| 2011-12  | 2         | 38 | 21 | 13 | 4  | 57 | 21 | 76 |     |          |        |                |
| 2012-13  | 1         | 8  | 5  | 3  | 0  | 15 | 6  | 18 |     |          |        |                |

| 氏名              | 役職               |
| ----------------- | ------------------ |
| Jamal Ali         | 監督               |
| Khaled Mohammed   | アシスタントコーチ |
| Marcillom Margalo | フィジカルコーチ   |
| Abbas Obeid       | アシスタントコーチ |
| Kawa Ibrahim      | GKコーチ           |
| Nabi Korvan       | 療法士             |

| 役職                    | 氏名                    | 国籍       |
| ----------------------- | ----------------------- | ---------- |
| 会長                    | Saeed Ahmed             | イラクの旗 |
| 秘書 / スーパーバイザー | Hajji Hussein           | イラクの旗 |
| ディレクター            | D. Mohamed Said Mohamed | イラクの旗 |
| 主任                    | Younis Hussein          | イラクの旗 |

| スタブアイコン | この項目は、イラクに関連した書きかけの項目です。この項目を加筆・訂正などしてくださる協力者を求めています（Portal:アジア / プロジェクト:アジア）。 |

| スタブアイコン | この項目は、サッカーに関連した書きかけの項目です。この項目を加筆・訂正などしてくださる協力者を求めています（ポータル サッカー/ウィキプロジェクト サッカー/ウィキプロジェクト 女子サッカー）。 |